# マーガレット・リンゼイ
マーガレット・リンゼイ（Margaret Lindsay、1910年9月19日 - 1981年5月9日）は、アメリカ合衆国の女優。

## 出演作品
- 拳銃の誓い
- 緋色の街/スカーレット・ストリート
- スポイラース
- 若草の歌
- 青い制服
- 黒蘭の女
- 黄金の罠
- 緑の灯
- Ｇガン
- 愛情無限
- 国境の町
- 青春の抗議
- シスコ・キッド
- Ｇメン
- 五十六番街の家
- 大帝国行進曲
- 紅唇罪あり
- 全米軍